# Лозове (Жаксинський район)
Лозове́ (каз. Лозовое) — село у складі Жаксинського району Акмолинської області Казахстану. Входить до складу Запорізького сільського округу.
Населення — 616 осіб (2021; 739 у 2009, 850 у 1999, 822 у 1989).
Національний склад станом на 1989 рік:
- українці — 41 %;
- росіяни — 34 %.